# 根室北部消防事務組合
根室北部消防事務組合（ねむろほくぶしょうぼうじむくみあい）は、中標津町、標津町、別海町、羅臼町の4町で構成される一部事務組合（消防組合）。

## 所在地
- 消防本部・中標津消防署 : 〒086-1164 北海道標津郡中標津町丸山2丁目22
- 標津消防署 : 〒086-1651 北海道標津郡標津町南1条西6丁目2-1
- 別海消防署 : 〒086-0204 北海道野付郡別海町別海新栄町2-3
- 羅臼消防署 : 〒086-1823 北海道目梨郡羅臼町栄町100-83

## 管内の現況
管内の人口 - 48,463人
- 中標津町 - 23,377人
- 標津町 - 5,189人
- 別海町 - 14,960人
- 羅臼町 - 4,937人

2019年（令和元年）7月現在
管内の世帯数 - 22,345世帯
- 中標津町 - 11,275世帯
- 標津町 - 2,322世帯
- 別海町 - 6,680世帯
- 羅臼町 - 2,068世帯

2019年（令和元年）7月現在
管内の面積 - 3,026.91 km2
- 中標津町 - 684.87 km2
- 標津町 - 624.69 km2
- 別海町 - 1,319.63 km2
- 羅臼町 - 397.72 km2

2018年（平成30年）10月1日現在

## 沿革
- 1972年（昭和47年）4月1日 - 根室北部消防事務組合が発足する。

## 組織
消防職員の数は2017年（平成29年）4月1日現在、145人となっている。
- 消防長（消防監）
  - 管理課
    - 総務係
    - 財政係

  - 警防課
    - 警防係
    - 予防係

  - 中標津消防署
    - 管理課
    - 警防課
    - 予防課

  - 標津消防署
    - 庶務係
    - 管理係
    - 予防係
    - 予防指導係
    - 消防団係
    - 訓練係
    - 警防係
    - 救急係

  - 羅臼消防署
    - 管理課
    - 警防課
    - 予防課

  - 別海消防署
    - 管理課
    - 予防課
    - 警防課
    - 西春別支署
    - 尾岱沼分遣所